# Los mas grandes exitos de los años ‘60
A Los mas grandes exitos de los años ‘60 című lemez a Bee Gees Argentínában  kiadott  válogatáslemeze.

## Az album dalai
1. I Started a Joke (Barry, Robin és Maurice Gibb) – 3:06
2. First of May (Barry, Robin és Maurice Gibb) – 2:50
3. Holiday (Barry és Robin Gibb) – 2:53
4. To Love Somebody (Barry és Robin Gibb) – 3:00
5. New York Mining Disaster 1941 (Barry és Robin Gibb) – 2:10
6. Melody Fair (Barry, Robin és Maurice Gibb) – 3:48
7. Give Your Best (Barry, Robin és Maurice Gibb) – 3:26
8. Turn of the Century (Barry és Robin Gibb) – 2:21
9. I’ve Gotta Get a Message To You (Barry, Robin és Maurice Gibb) – 2:56
10. Massachusetts (Barry, Robin és Maurice Gibb) – 2:28
11. I Can’t See Nobody (Barry és Robin Gibb) – 3:48
12. World (Barry, Robin és Maurice Gibb) – 3:13
13. Let There Be Love (Barry, Robin és Maurice Gibb) – 3:32
14. Words (Barry, Robin és Maurice Gibb) – 3:18
15. Please Read Me  (Barry és Robin Gibb) – 2:15
16. Kitty Can (Barry, Robin és Maurice Gibb) – 2:39
17. Cucumber Castle (Barry és Robin Gibb) – 2:05

## Közreműködők
- Bee Gees